# Martin Lampe

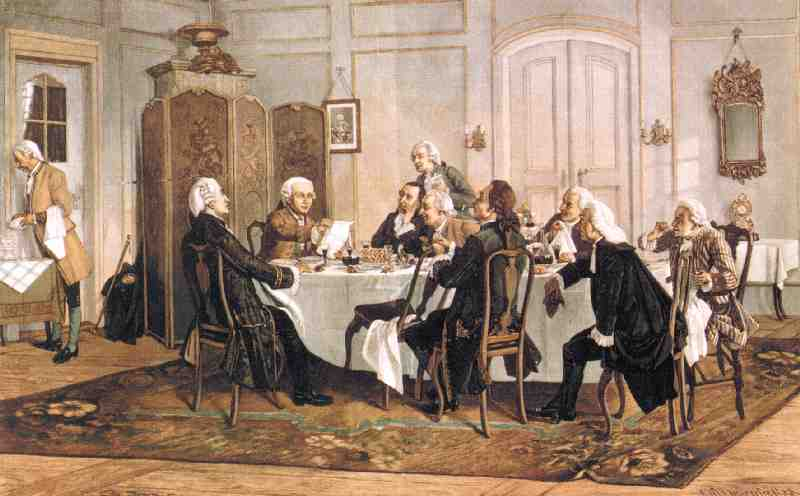
Martin Lampe beim Servieren

Martin Lampe (* 1734 in Würzburg; † 1806) war ein langjähriger Diener Immanuel Kants.

## Leben
Lampe trat nach dem Ausscheiden aus dem preußischen Heer in die Dienste Kants. Da er anfangs noch nicht in Kants Haus wohnte, war seinem Herrn unbekannt, dass er verheiratet war. Auch die zweite Heirat Lampes erfolgte ohne Kants Einwilligung. Lampes Frau Anna Charlotte geb. Kogelin und ihre gemeinsame Tochter halfen später im Haushalt mit. Nach vierzigjährigem Dienst sah sich Kant veranlasst, ihn Ende Januar 1802 zu entlassen, weil Lampe angefangen hatte, zu trinken. Kant hatte sich so an seinen alten Diener gewöhnt, dass er auch dessen Nachfolger Johann Kaufmann „Lampe“ nannte, weshalb Kant in ein kleines Buch vermerkte: „Der Name Lampe muß nun völlig vergessen werden.“ Mit der Entlassung änderte Kant auch seinen Letzten Willen: Hatte er Lampe in seinem Testament von 1798 noch 400 Gulden jährlich zugesprochen, erhielt er nach der Entlassung nur 40 Taler Jahrespension.
Heinrich Heine erwähnte Lampe in seinem Werk Zur Geschichte der Religion und Philosophie in Deutschland:

„‚Der alte Lampe muß einen Gott haben, sonst kann der arme Mensch nicht glücklich sein – der Mensch soll aber auf der Welt glücklich sein – das sagt die praktische Vernunft – meinetwegen – so mag auch die praktische Vernunft die Existenz Gottes verbürgen.‘ Infolge dieses Arguments unterscheidet Kant zwischen der theoretischen Vernunft und der praktischen Vernunft, und mit dieser, wie mit einem Zauberstäbchen, belebte er wieder den Leichnam des Deismus, den die theoretische Vernunft getötet.“

In dem 1990 mit dem Hörspielpreis der Kriegsblinden ausgezeichneten Hörspiel Ein Nebulo bist du spekuliert Jens Sparschuh, was sich bei der Entlassung Lampes in Kants Haus zugetragen haben könnte. Im Roman Königsberger Dämonen von Michael Gregorio wird  Lampe als Serienmörder dargestellt. Der Roman Der Diener des Philosophen von Felix Heidenreich (2023) handelt von Lampe.